# Bromelioideae
Bromelioideae is de botanische naam van een onderfamilie uit de bromeliafamilie (Bromeliaceae). Deze onderfamilie is de meest uiteenlopende, vertegenwoordigd door het grootste aantal geslachten (78), maar het minst aantal soorten (ongeveer 780). De meeste van de planten in deze groep zijn epifytisch, hoewel sommige zijn geëvolueerd in, of zijn aangepast aan een terrestrische levenswijze. Deze onderfamilie kent de meeste soorten bromelia's die gekweekt worden door mensen. Onder meer de ananas (Ananas comosus) behoort tot deze onderfamilie.
In Nederland beheert Diergaarde Blijdorp namens de Stichting Nationale Plantencollectie een collectie van deze onderfamilie.

## Beschrijving
Het blad van de meeste planten in deze familie groeien tot een rozet waar het water wordt opgevangen en opgeslagen. De bladeren zijn meestal getand en zij produceren bes-achtige vruchten na de bloei.

## Geslachten
| - Acanthostachys - Aechmea - Ananas - Androlepis - Araeococcus - Billbergia - Bromelia - Canistropsis - Canistrum - Cryptanthus - Deinacanthon - Disteganthus - Edmundoa - Fascicularia - Fernseea - Greigia | - Hohenbergia - Hohenbergiopsis - Lymania - Neoglaziovia - Neoregelia - Nidularium - Ochagavia - Orthophytum - Portea - Pseudaechmea - Pseudananas - Quesnelia - Ronnbergia - Ursulaea - Wittrockia |

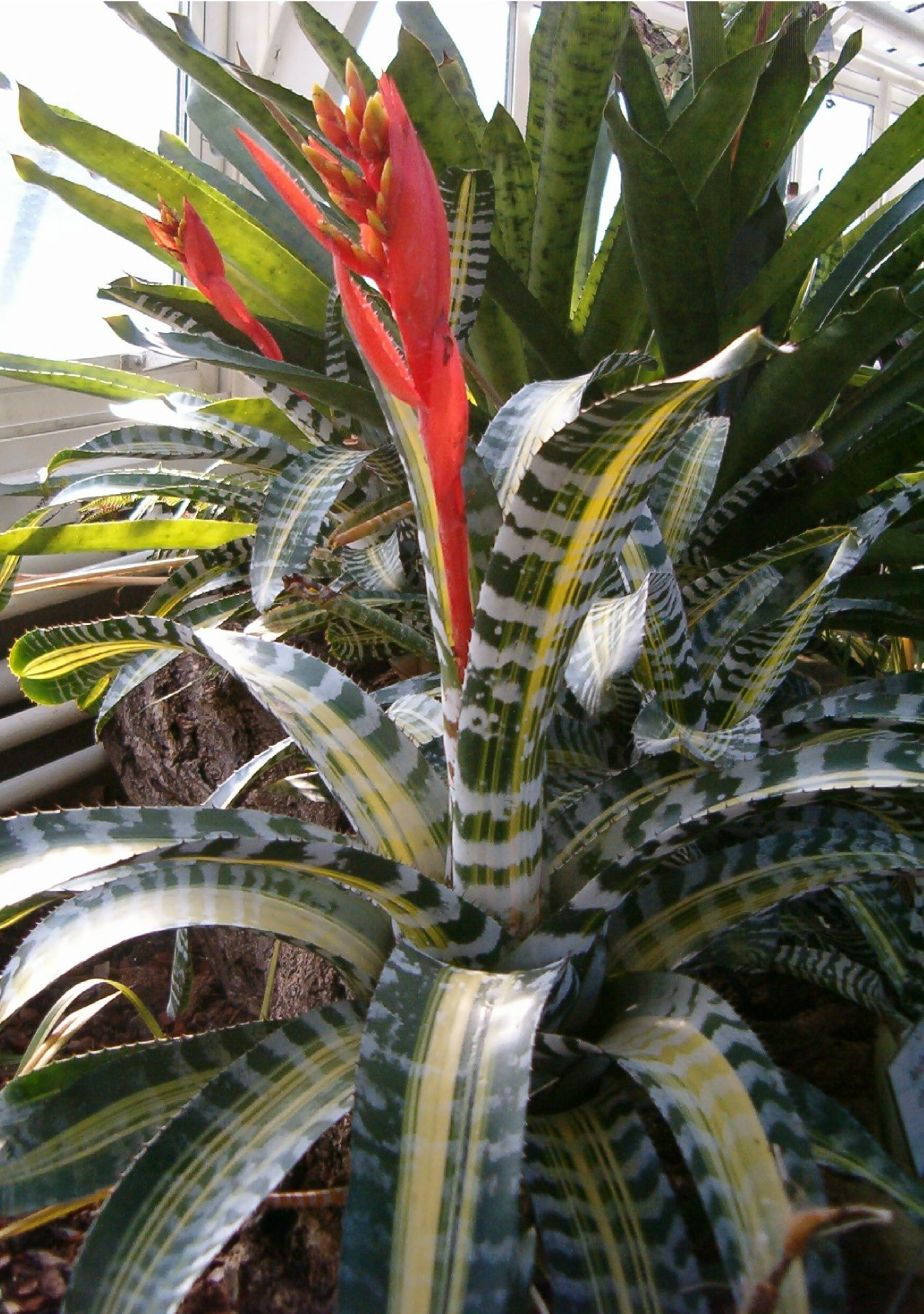
Aechmea chantinii
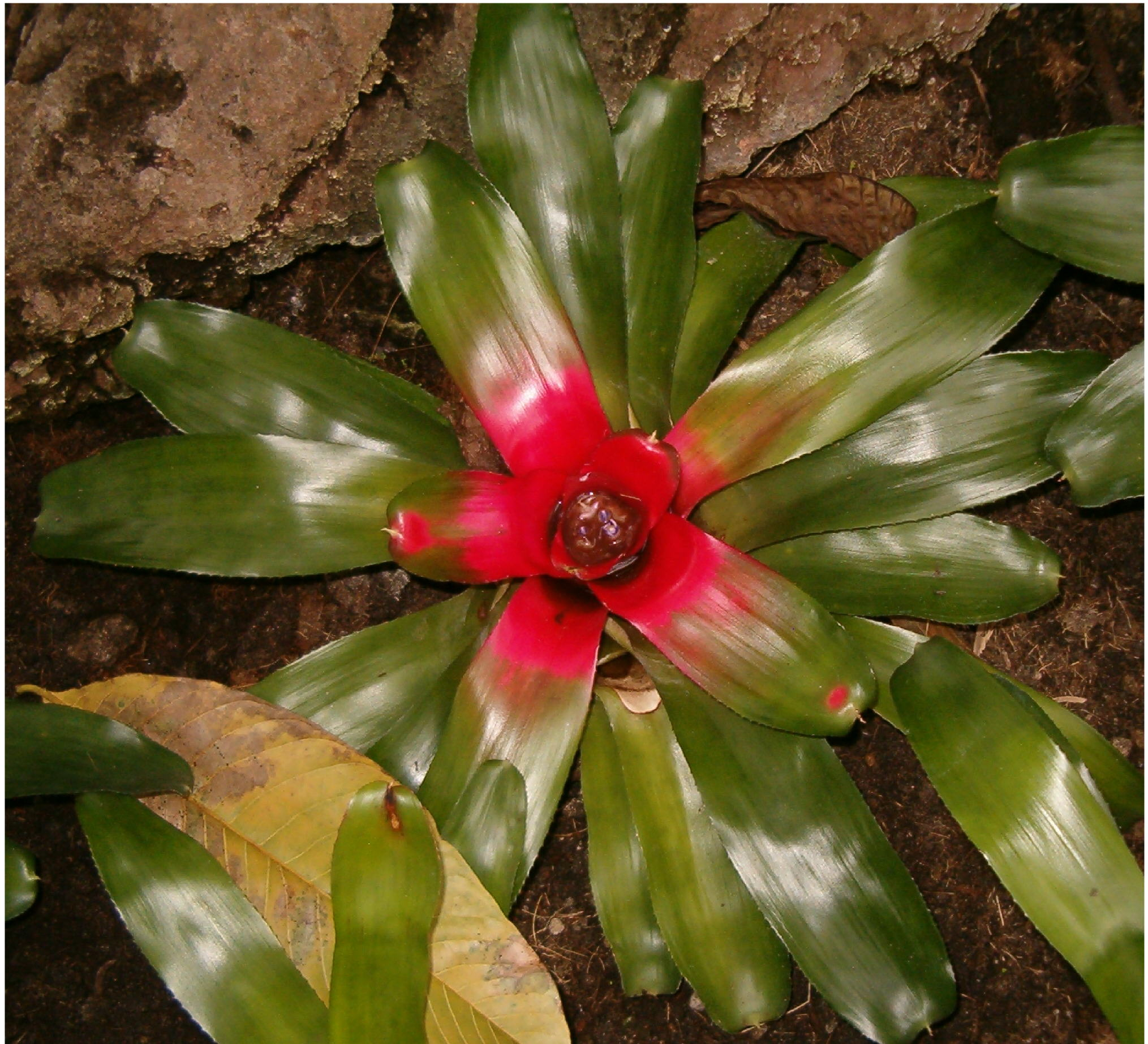
Neoregelia carolinae
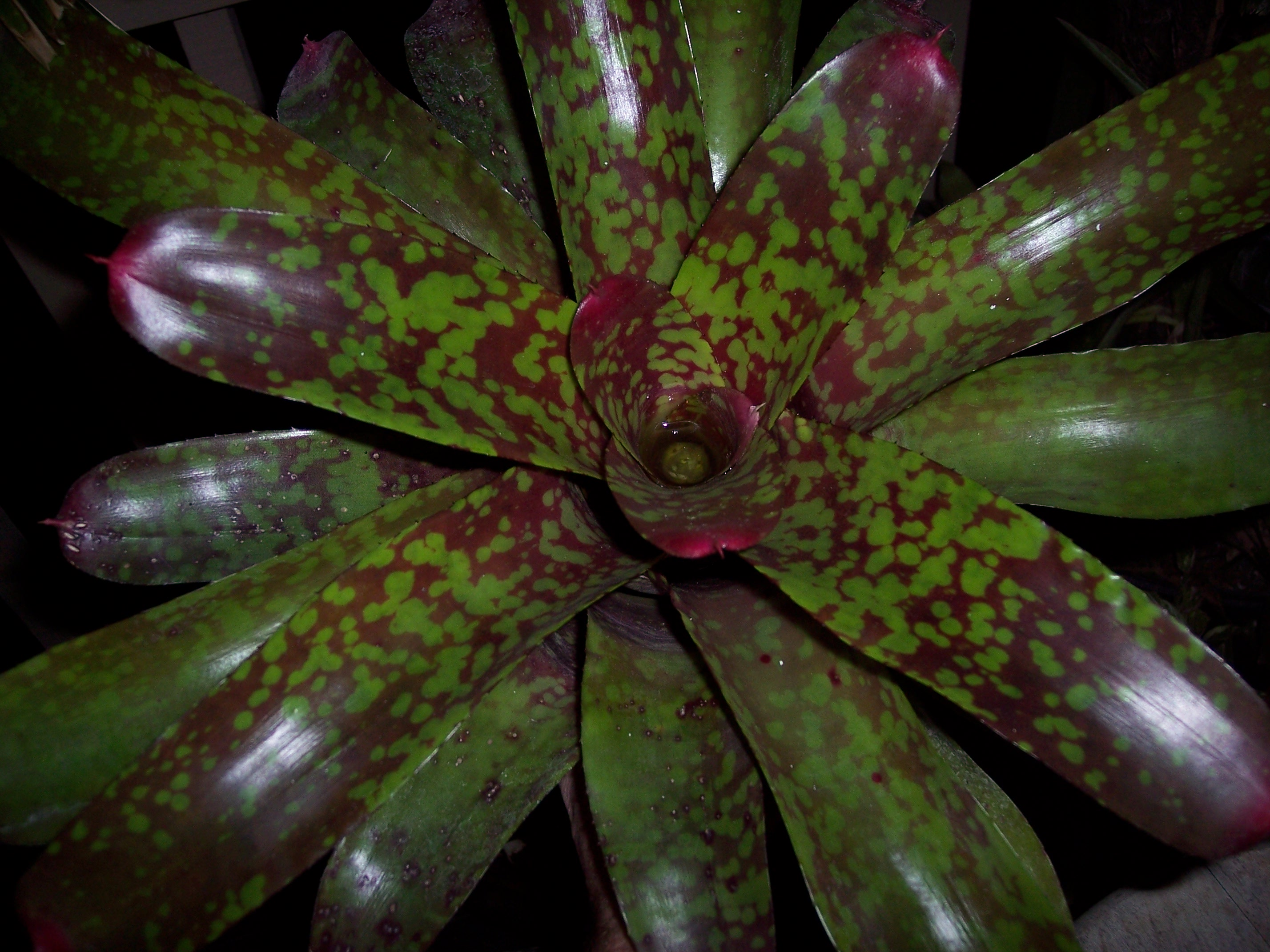
Neoregelia Aztec
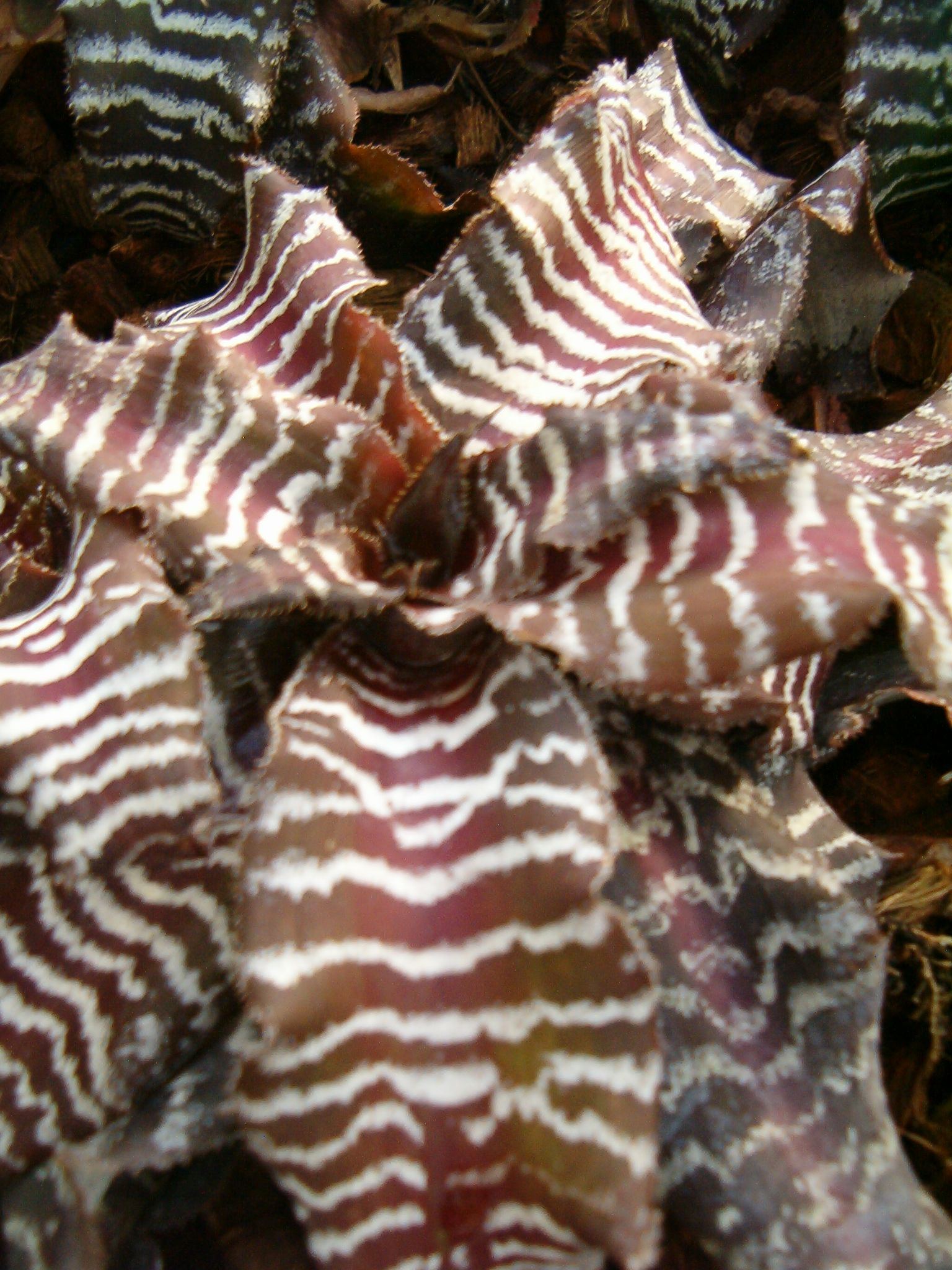
Cryptanthus zonatus
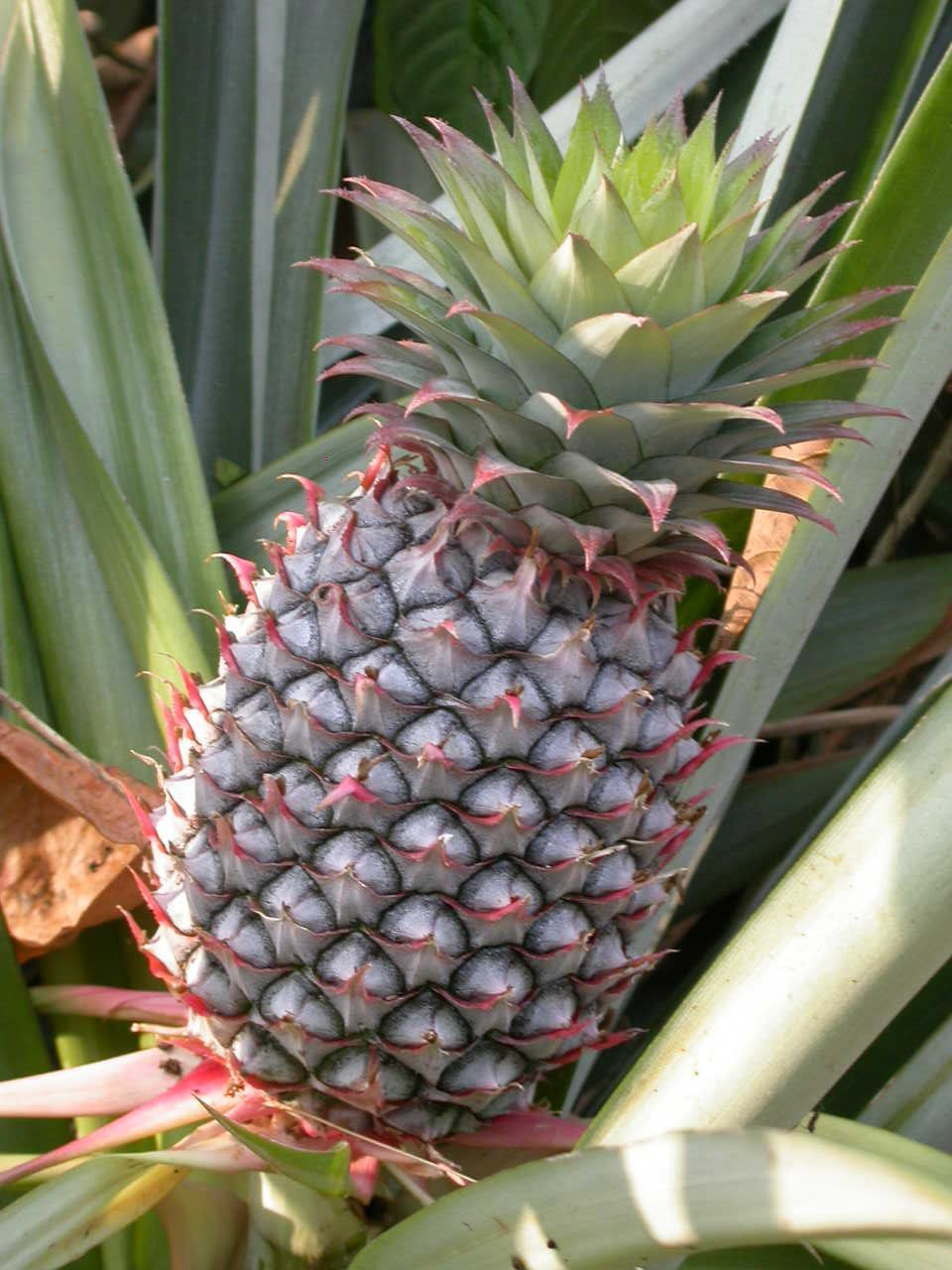
Ananas comosus
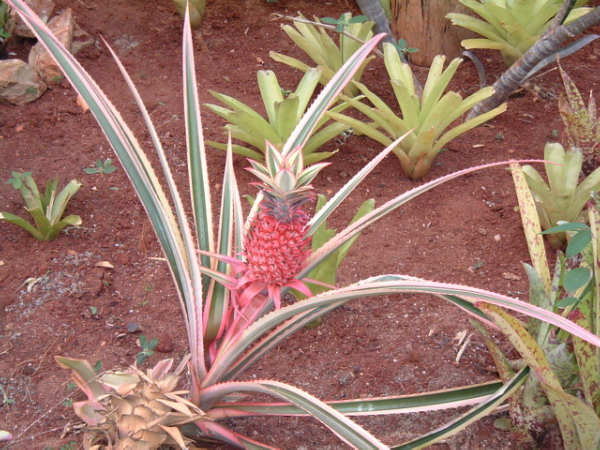
Ananas bracteatus var. striatus
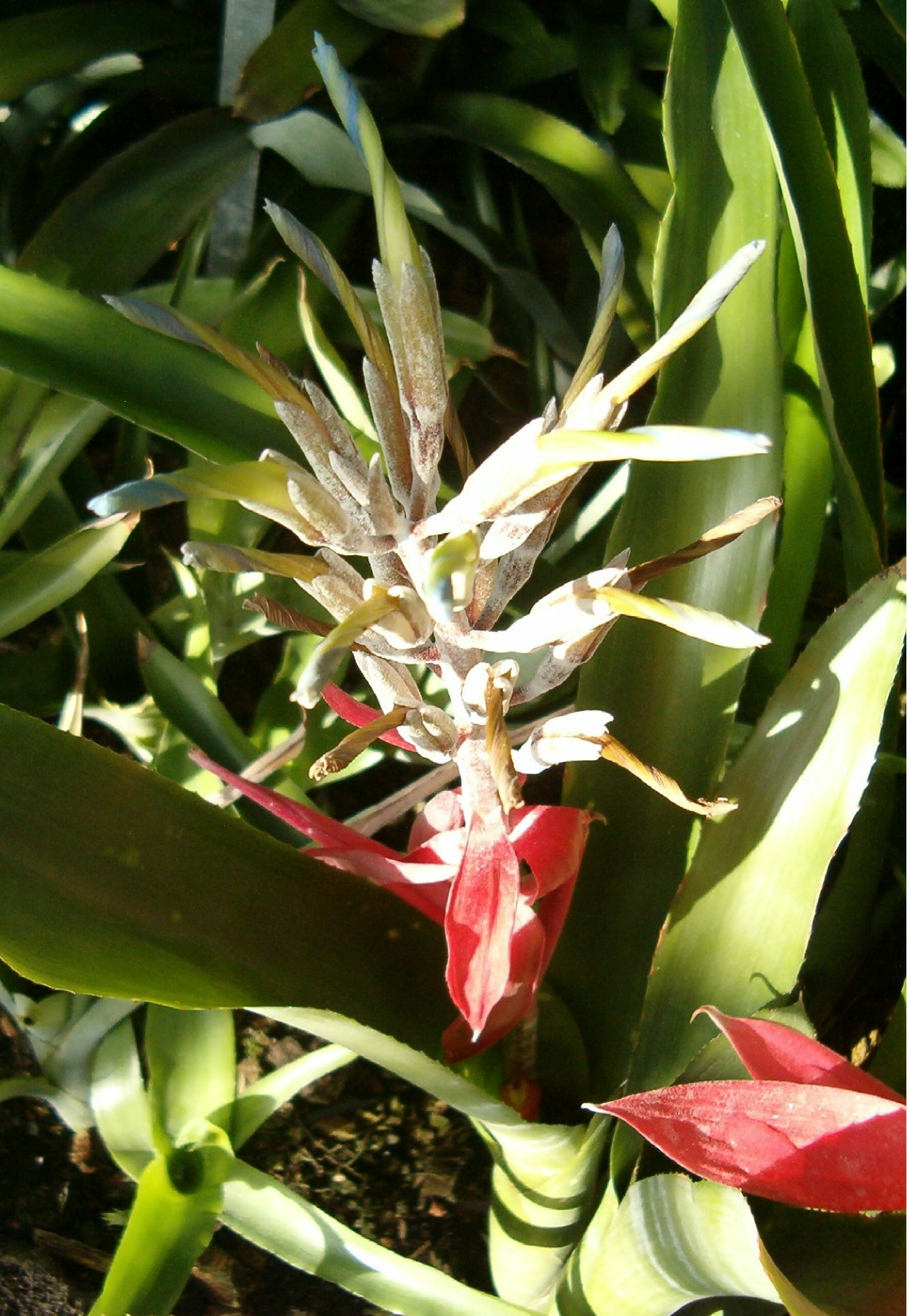
Billbergia macrocalyx
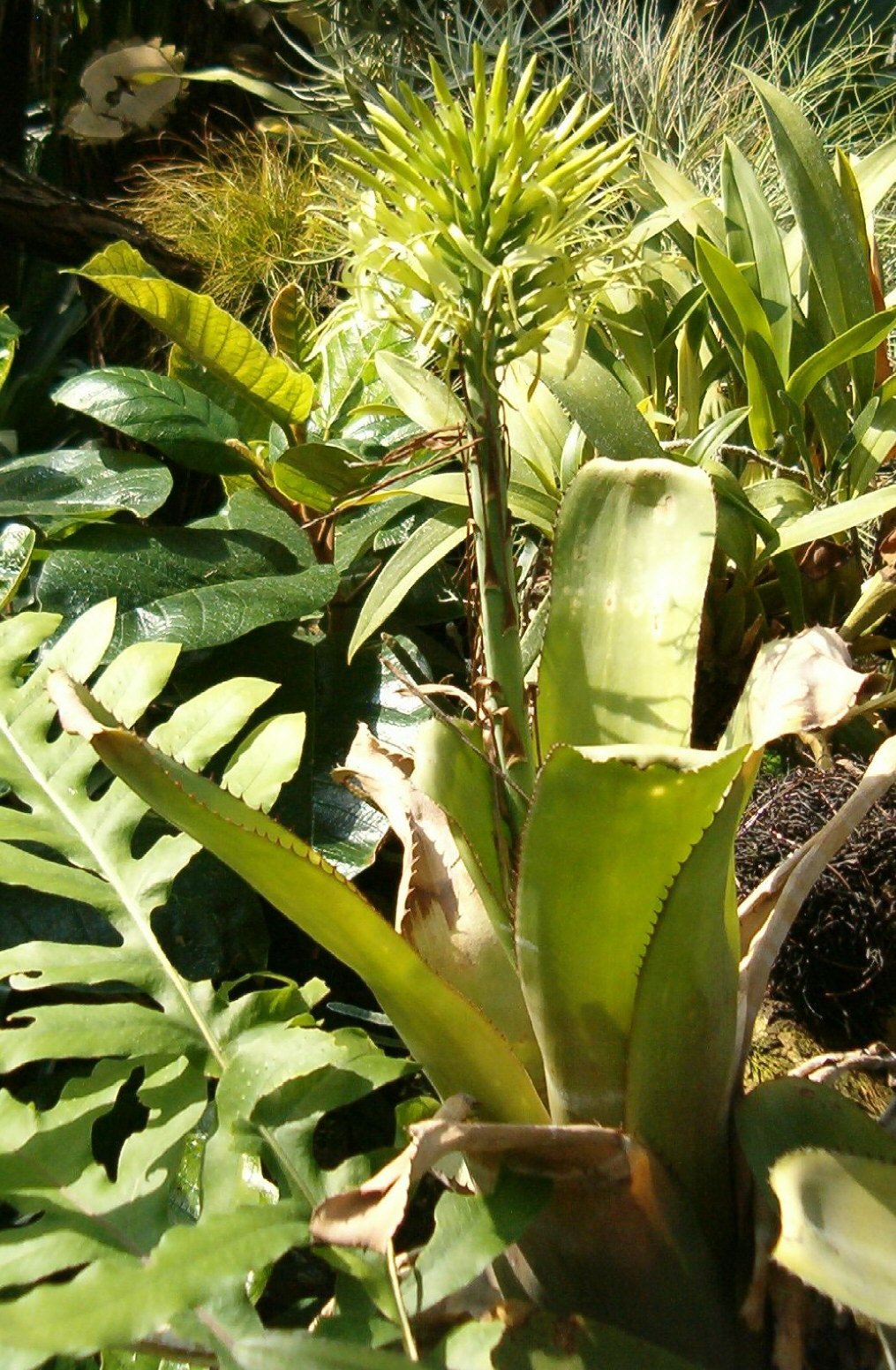
Billbergia horrida